# Pasquale Cicogna
Pasquale Cicogna (Venezia, 27 maggio 1509 – Venezia, 2 aprile 1595) fu duca di Candia e 88º doge della Repubblica di Venezia dal 18 agosto 1585 fino alla sua morte.

## Biografia

### Giovinezza
Figlio di Gabriele e Marina Manolesso, non molto ricco nonostante la sua nobiltà, il Cicogna sin da giovane dovette affrontare una dura gavetta nella carriera pubblica diventando in breve esperto ed abile nelle cariche che ottenne.
Dall'aprile 1534 al luglio 1536 fu tesoriere della Patria del Friuli.

### Carriera politica
Più volte potestà (fu, ad esempio, podestà di Treviso dal 1564 al 1565) e persino comandante dell'isola di Candia, fiore all'occhiello dell'impero veneziano, venne molto apprezzato ed ammirato per le sue qualità politiche ed umane.
Si diceva fosse predestinato a diventar doge: a Creta una colomba s'era appoggiata sulla sua spalla durante una processione religiosa, a Venezia nell'ultimo periodo del dogado del suo predecessore Nicolò Da Ponte, il corno dogale caduto dalla testa del doge rotolò ai suoi piedi.
Uomo religiosissimo, fu sempre molto legato alla chiesa di Santa Maria Assunta, che all'epoca era officiata dai Crociferi; oggi è affidata ai Gesuiti.
Sposatosi con Laura Morosini, era già vedovo al momento dell'elezione.

### Dogado

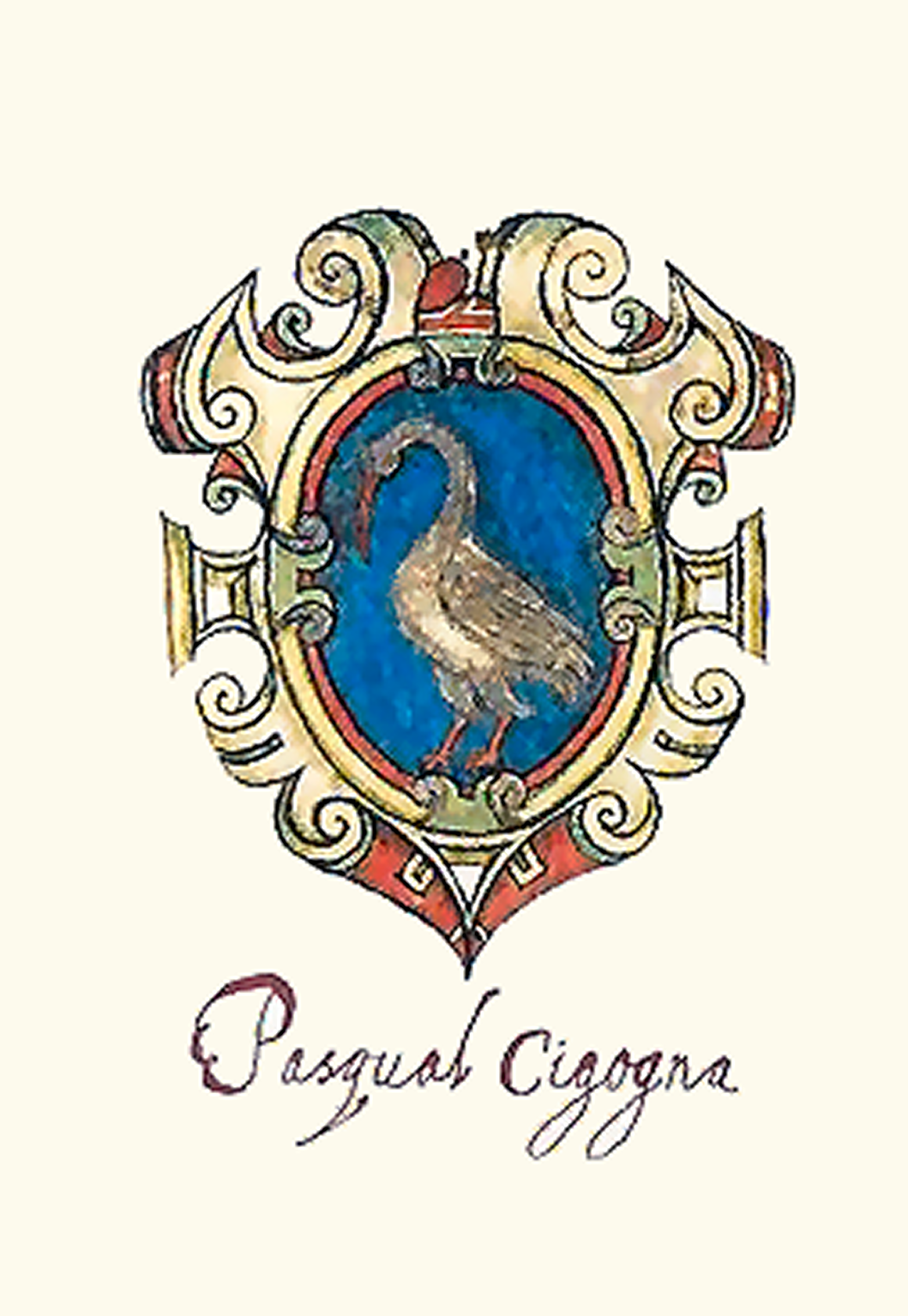
Stemma del doge Pasquale Cicogna

Alla morte di Nicolò Da Ponte il conclave per la scelta del successore divenne presto caotico, e tra i vari nobili si giunse addirittura alle mani.
Dopo ben cinquantatré scrutini gli elettori si decisero ad eleggere il Cicogna, che però non era affatto nella lista dei concorrenti e fu molto sorpreso alla notizia.
Il suo dogado trascorse sereno, fatte salve le continue pretese del papato, che riteneva eccessivamente liberale la politica della Repubblica verso i non cattolici.
Il Cicogna, pur essendo religiosissimo, difese sempre con decisione la libertà spirituale di cui potevano godere i cittadini della Repubblica e gli stranieri che lì vi dimoravano.

### Ultimi anni e morte

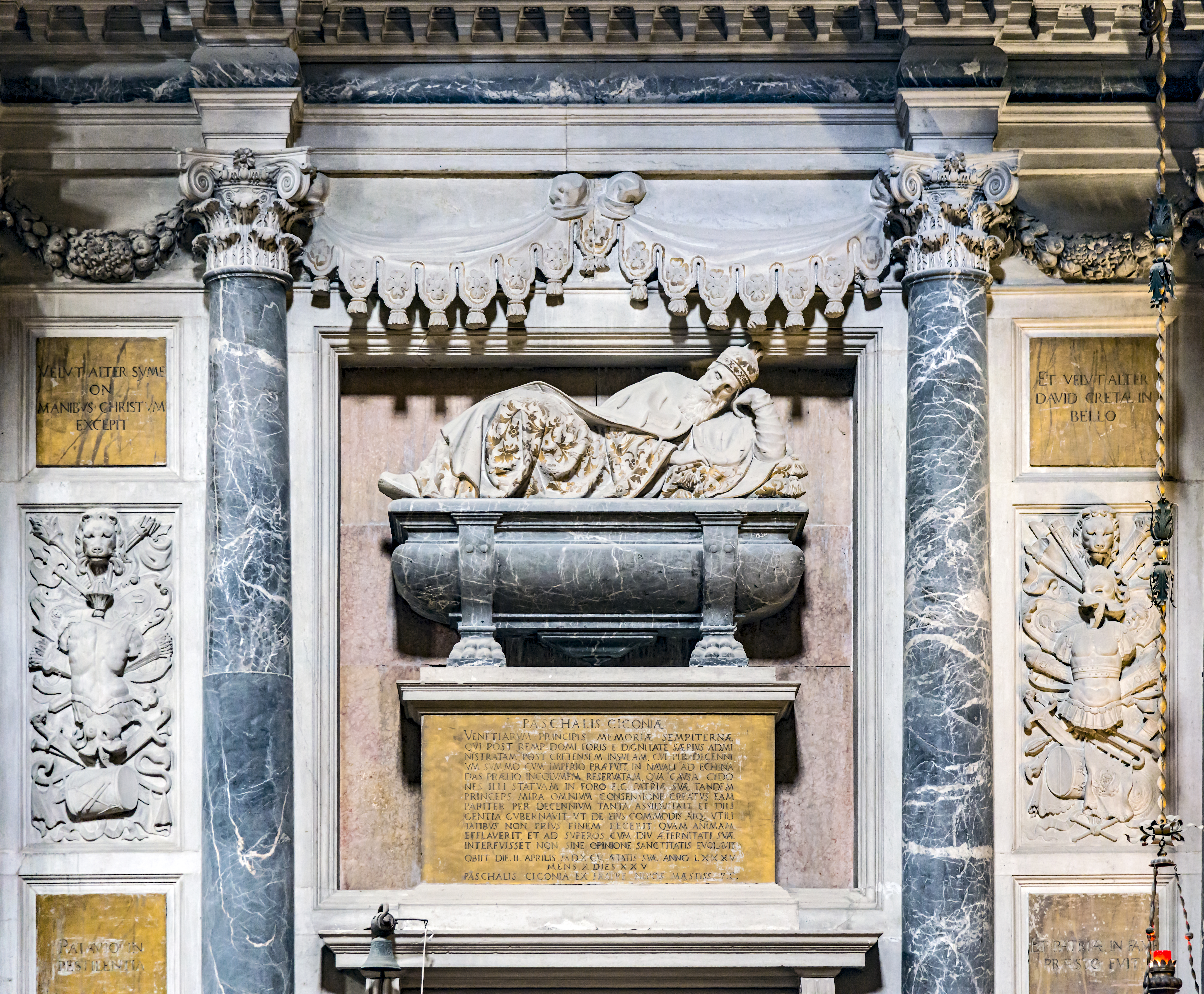
La sua tomba in Venezia

In quegli anni Venezia proseguì nella sua politica di abbellimento architettonico (che durò per tutto il XVI secolo); tra le opere più famose vi furono il ponte di Rialto (1588 – 1591), la costruzione delle prigioni dei Piombi (1591 – 1605), il ponte dei Sospiri (1590 – 1600).
Pasquale Cicogna morì il 2 aprile 1595 e fu sepolto nella chiesa dei crociferi.